# ナラシン
ナラシン（英語: Narasin）は、抗細菌剤、抗コクシジウム剤である。メチル基が1つ多いサリノマイシンの誘導体である。動物の飼料に使われることがある。